# Callionima juliane
Callionima juliane là một loài bướm đêm thuộc họ Sphingidae, được tìm thấy ở Peru. Nó được Eitschberger miêu tả năm 2000.
Sải cánh dài 54–62 mm đối với con đực và 54–64 mm đối với con cái. Nó rất giống với Callionima falcifera nhưng nhỏ hơn và with và nhạt hơn, đồng nhất hơn, đặc điểm mặt trên của cánh trước và sau cánh trước và sau ít tương phản hơn.
Ấu trùng có thể ăn các loài Aspidosperma macrocarpa hoặc Apocynaceae.